# Begonia taiwaniana
Begonia taiwaniana es una especie de planta perenne perteneciente a la familia Begoniaceae. Es originaria de Taiwán.

## Descripción
Es una planta terrestre, de hoja perenne, con rizomas muy cortos de los que surgen tallos verticales, monoica. Tallos de 40-200 cm de largo, hasta 46 mm de ancho, glabras.  Las estípulas caducas, estrechamente ovadas, ápice acuminado, márgenes enteros, de 27 mm de largo, 19 mm de ancho, glabras. Muchas hojas caulinares, todas, a menudo con manchas blancas adaxialmente, a menudo de color rojizo por debajo, herbáceas, asimétricas, lanceoladas, acuminadas, ápice caudado, los márgenes irregularmente dentados o serrulados, 6-14 cm de largo, 1,5-4 cm de ancho; venación pinnada-palmada. Las inflorescencias de 5-11 cm de largo, glabras; en pedúnculos (eje de la inflorescencia) delgados, de 7 cm de largo, 3 mm de diámetro, péndulos. Brácteas caducas, estrechamente triangulares, ápice acuminado, margen entero, de hasta 21 mm de largo, 9 mm de ancho, glabras. Las flores de ambos sexos de color rosado o blanco, a veces, glabras.  Frutos capsulares, dehiscentes, colgantes, trígonos, con tres alas desiguales, ala triangular abaxial, 12-18 mm de largo, 10-16 mm de ancho, alas laterales de 4-5 mm de largo, 11-15 mm de ancho.

## Taxonomía
Begonia nigritarum fue descrita por Bunzō Hayata y publicado en Journal of the College of Science, Imperial University of Tokyo 30(1): 125–126. 1911.
Etimología
Begonia: nombre genérico, acuñado por Charles Plumier, un referente francés en botánica, honra a Michel Bégon, un gobernador de la excolonia francesa de Haití, y fue adoptado por Linneo.
taiwaniana: epíteto geográfico que se refiere al lugar donde se encuentra, Taiwán.
sinonimia
- Begonia taiwaniana var. albomaculata S.S.Ying[3]